# Alfred Califice
Alfred Califice (* 2. Oktober 1916 in Mélen, Soumagne; † 10. März 1999 in Charleroi) war ein belgischer Politiker der Parti Social Chrétien (PSC). Er war Mitglied der Abgeordnetenkammer, des Senats und des Wallonischen Parlaments sowie Staatssekretär und Minister in verschiedenen belgischen Regierungen. Am 2. Dezember 1983 wurde ihm der Ehrentitel eines Staatsministers verliehen.

## Leben

### Zweiter Weltkrieg und Gewerkschaftsfunktionär
Alfred Califice, der zwischen 1933 und 1940 Mitglied der Parti catholique social (PCS) war, erwarb 1936 ein Diplom im Fach Verwaltungswissenschaften an der École provinciale in Lüttich und nahm vom 10. Mai 1940 bis zur Besatzung Belgiens durch die deutsche Wehrmacht nach der Kapitulation am 28. Mai 1940 am Zweiten Weltkrieg teil, der sogenannten campagne des 18 jours. 1941 wurde er Mitarbeiter einer Kommunalverwaltung sowie anschließend von 1943 bis 1945 der in Charleroi ansässigen Elektromaschinenfabrik ACEC (Ateliers de Constructions Électriques de Charleroi). 
Dort begann Califice sein Engagement in der christlichen Gewerkschaftsbewegung und trat nach Kriegsende 1945 zunächst der Union Démocratique Belge (UDB) sowie kurz darauf der Parti Social Chrétien (PSC) bei. In der Folgezeit war er zwischen 1946 und 1965 Ständiger Sekretär des Allgemeinen Christlichen Gewerkschaftsbundes ACV/CSC (Algemeen Christelijk Vakverbond/Confédération des syndicats chrétiens) in Charleroi und Thuin. Zugleich war er von 1947 bis 1965 Mitglied des Nationalbüros des ACV/CSC sowie zwischen 1947 und 1965 Präsident der Christlichen Gewerkschaften der Provinz Hennegau. Er engagierte sich in der wallonischen Bewegung und zugleich von 1956 bis 1962 Dozent an der École libre de service social in Charleroi sowie von 1959 bis 1962 Dozent an der École provinciale de service social in Châtelineau. 1964 wurde er Vizepräsident der Christlichen Arbeiterbewegung MOC (Mouvement ouvrier chrétien) in Charleroi.

### Abgeordneter, Staatssekretär und Minister
Als Nachfolger von Oscar Behogne wurde Alfred Califice für die PSC am 23. Mai 1965 erstmals Mitglied der Abgeordnetenkammer und vertrat in dieser bis 1978 die Interessen des Bezirks Charleroi. Zugleich war er zwischen 1968 und 1972 auch Mitglied des Europäischen Parlaments. In der Abgeordnetenkammer war ein führender Vertreter der PSC für die Interessen Walloniens und stimmte für die bedeutende Verfassungsänderung, die 1970 zur Einführung der Flämischen, Wallonischen und Deutschen Gemeinschaften führte. Er war in der Folgezeit zwischen 1971 und 1975 Mitglied des Wirtschaftsrates der Französischen Gemeinschaft Belgiens.
In der Regierung G. Eyskens V war Califice vom 21. Januar bis zum 23. November 1972 Staatssekretär für Wohnungsbau und Raumplanung. In der darauf folgenden Regierung Leburton I wurde er am 26. Januar 1973 Minister für öffentliche Arbeiten und bekleidete dieses Ministeramt bis zum 25. April 1974 auch in der Regierung Leburton II. Anschließend übernahm er in der Regierung Tindemans I am 25. April 1974 die Ämter als Minister für Beschäftigung und Arbeit und zugleich als Minister für wallonische Angelegenheiten. Zusätzlich war er ab dem 11. Juni 1974 auch Minister für Raumplanung und Wohnen. Diese Ministerämter bekleidete er nach verschiedenen Regierungsumbildungen bis zum 3. Juni 1977. Als Minister für wallonische Angelegenheiten fungierte er zudem als Präsident des Ministerausschusses für wallonische Angelegenheiten. 1974 stimmte er zudem für die Verfassungsänderung, die zu einer provisorischen Regionalisierung führte. In der Regierung Tindemans II fungierte er vom 3. Juni 1977 bis zum 11. Oktober 1978 als Minister für Sozialversicherung und Staatssekretär für soziale Angelegenheiten und hatte dieses Ministeramt auch in der Regierung Vanden Boeynants II (20. Oktober 1978 bis 18. Dezember 1978) inne.

### Senator und weitere Ministerämter
Am 17. Januar 1979 wurde Alfred Califice Mitglied des Senats und gehörte diesem bis 1985 an. In der Regierung Martens I übernahm er am 3. April 1979 das Amt als Minister für soziale Fürsorge und Pensionen und hatte dieses Amt auch in der Regierung Martens II vom 23. Januar bis 9. April 1980 inne. Er stimmte auch für die Verfassungsänderung von August 1980, die zur Einführung der Parlamente in den jeweiligen Sprachgemeinschaften führt, und war daraufhin von 1980 bis 1985 auch Mitglied des Regionalrates der Französischen Gemeinschaft Belgiens, dem Conseil régional wallon. In der Regierung Martens III wurde er am 18. Mai 1980 zum Minister für Volksgesundheit und Umwelt berufen und behielt dieses Amt bis zum 7. Oktober 1980.
Califice engagierte sich nach seinem Ausscheiden aus der Regierung zwischen 1981 und 1990 noch als Präsident der Föderation für christliche Gemeinschaften in Charleroi (Fédération de Charleroi des Mutualités chrétiennes) sowie von 1983 bis zu seinem Tode 1999 als Präsident der Union christlicher Pensionäre (Union chrétienne des pensionnés). Am 2. Dezember 1983 wurde ihm der Ehrentitel eines Staatsministers verliehen. Mit seinem Ausscheiden aus dem Senat im Oktober 1985 beendete er nach 20 Jahren seine parlamentarische Laufbahn. Im September 2012 wurde ihm posthum das Offizierskreuz des Wallonischen Verdienstordens verliehen.